# Sara Mercedes Baluarte Cornejo
Sara Mercedes Baluarte Cornejo   (districte de Samegua, 24 de setembre de 1915 - 19 de desembre de 1992), coneguda habitualment com a Amparo Baluarte, fou una escriptora i poetessa peruana. Autora de nombrosos poemaris i lletrista de més de dues-centes cançons que foren un referent en la música criolla del Segle XX.

## Biografia
Nascuda a Samegua (departament de Moquegua) al sud del Perú, va ser la segona filla de Felipe Neri Baluarte i María Encarnación Cornejo. Quan tenia cinc anys, la família es va traslladar a Lima i va cursar estudis al col·legi de Maria Auxiliadora de Callao. Dotada de gran sensibilitat, molt aviat va destacar en la poesia. De molt jove va quedar òrfena de pare. El 1933, quan encara no havia complert 18 anys, va guanyar el primer premi en el concurs de Radio Schenecty de Nova York amb el poema Plenilunio, musicat pel llaütista i compositor Nicolas Wetzell Romero amb el qual inicià una llarga i fructífera col·laboració. Baluarte va compaginar la poesia i la música amb la feina al Ministeri d'Agricultura del Perú, on va treballar durant 25 anys.
Va ser fundadora i directora del Círculo Literario y Artístico Internacional del Perú. Durant els anys 1940-41 va iniciar una bona amistat amb la rapsoda catalana Maria Antònia Vilaseca i Viladot (Myrtia de Osuna) a la qual va dedicar una poesia publicada anys després en el llibre La Ruta Luminosa. El 1951 es va casar amb el compositor Ángel Alvarado Valdez, instrumentista i pedagog, autor de l'himne dels cors escolars del Ministeri d'Educació Baluarte, també va ser membre de l'Associació Nacional d'Autors i Artistes (ANEA) i de l'Associació Peruana d'Autors i Compositors (APDAYC).
El 1975 la seva obra Cáliz de amor va ser guardonada amb el diploma d'honor del Gran Prix de la Ville d'Arlés. Des del 1951 al 1980 va publicar nou poemaris recollits en diverses antologies. Va morir el 19 de desembre de 1992.